# De Dion-Bouton

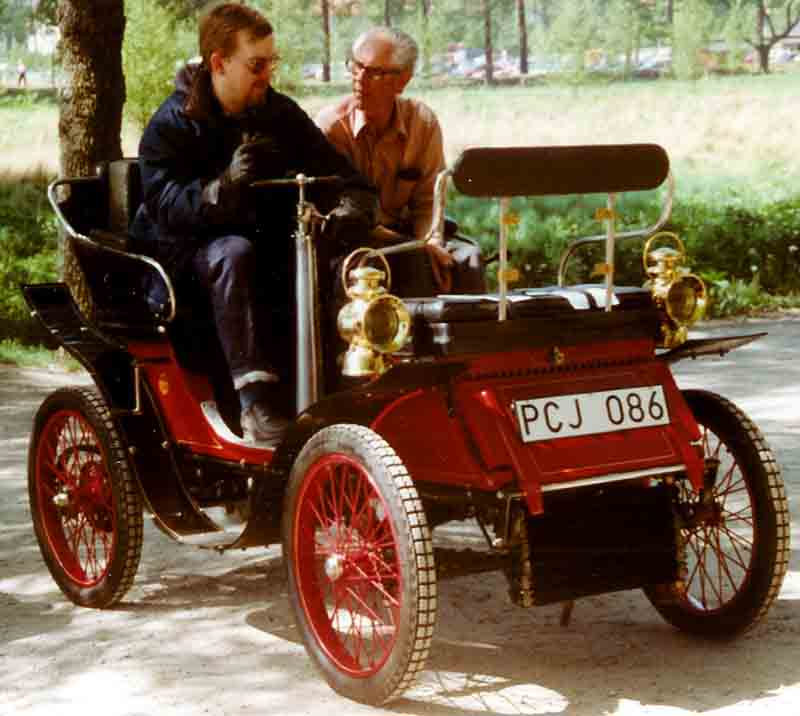
De Dion-Bouton Typ G Vis-A-Vis 1901

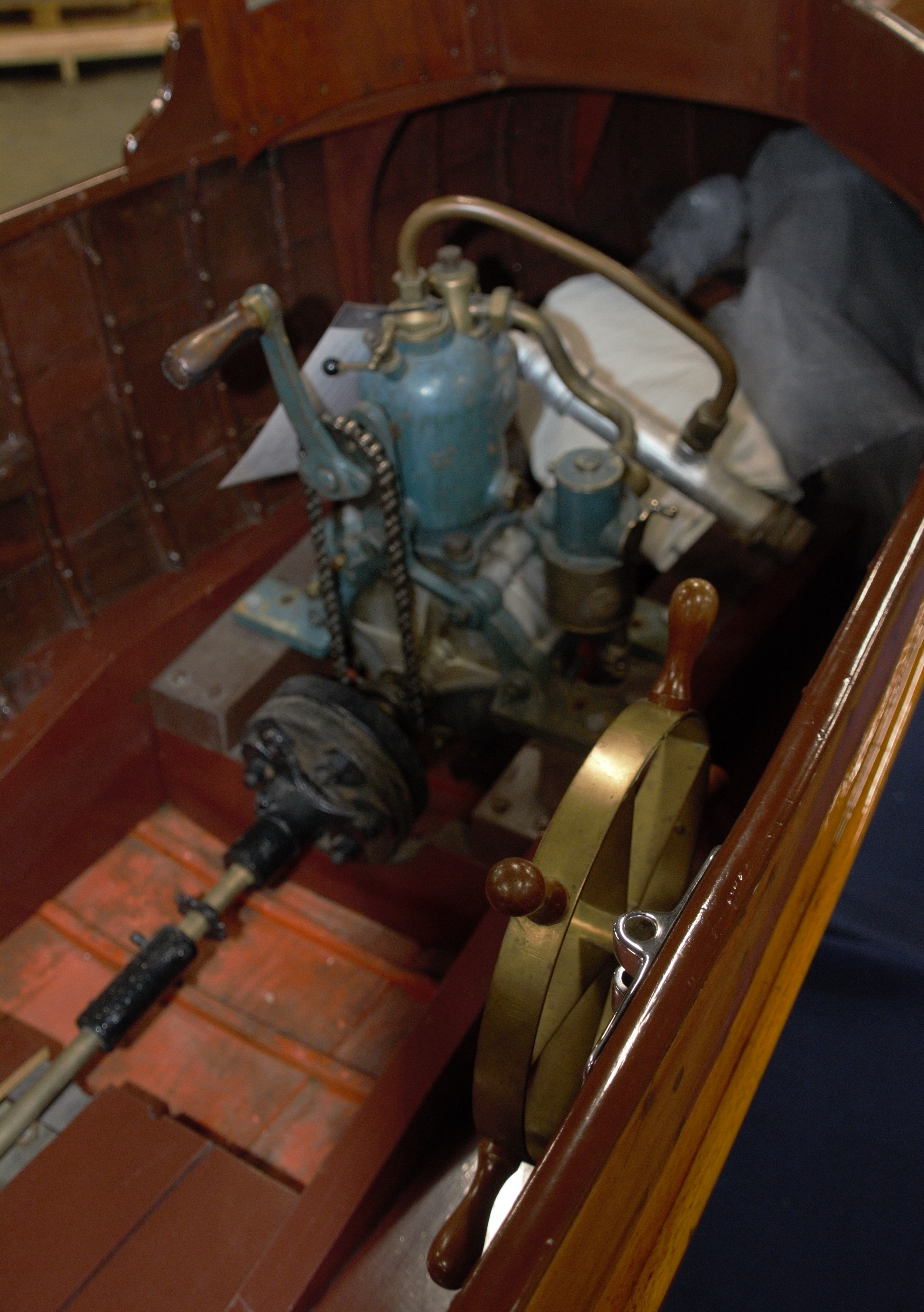
Encylindrig, vattenkyld bensinmotor på 3,5 hk från 1901

De Dion-Bouton är ett franskt företag som tillverkade motorer och bilar 1882-1932.
Greven, senare markisen, Albert de Dion blev på 1870-talet intresserad av intresse för ångbilar. Han kontaktade 1881 George Bouton som tillsammans med sin svåger Trépardoux drev en verkstad för tillverkning av ångvagnar. År 1883 bildades firman De Dion, Bouton & Trépardoux. År 1883 togs det första patentet på en tubulär ångpanna med utbytbara tuber och samma år framställdes den första lätta ångvagnen. Albert de Dions far, som inte uppskattade hans mekaniska intresse, lyckades samma år få honom omyndigförklarad för att hindra honom att ruinera familjen genom sina mekaniska experiment. Firman visade sig dock gå bra och fick beställningar på ångvagnar från många ansedda kunder.
Då bensinbilarna gjorde sin entré, höll företaget ursprungligen fast vid ångbilarna, främst genom Trépardoux motstånd mot bilar med explosionsmotor, men från 1897 övergick företaget till motordrivna fordon.

## Bildgalleri

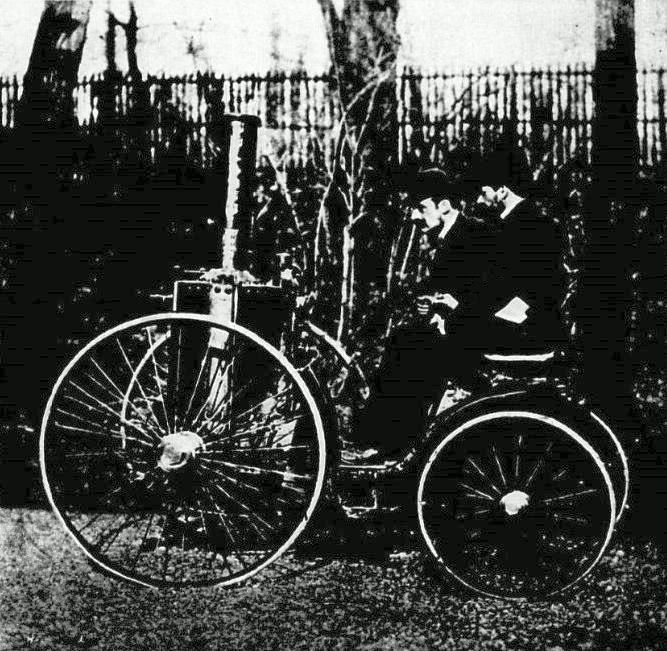
Den första fyrhjulingen, 1883
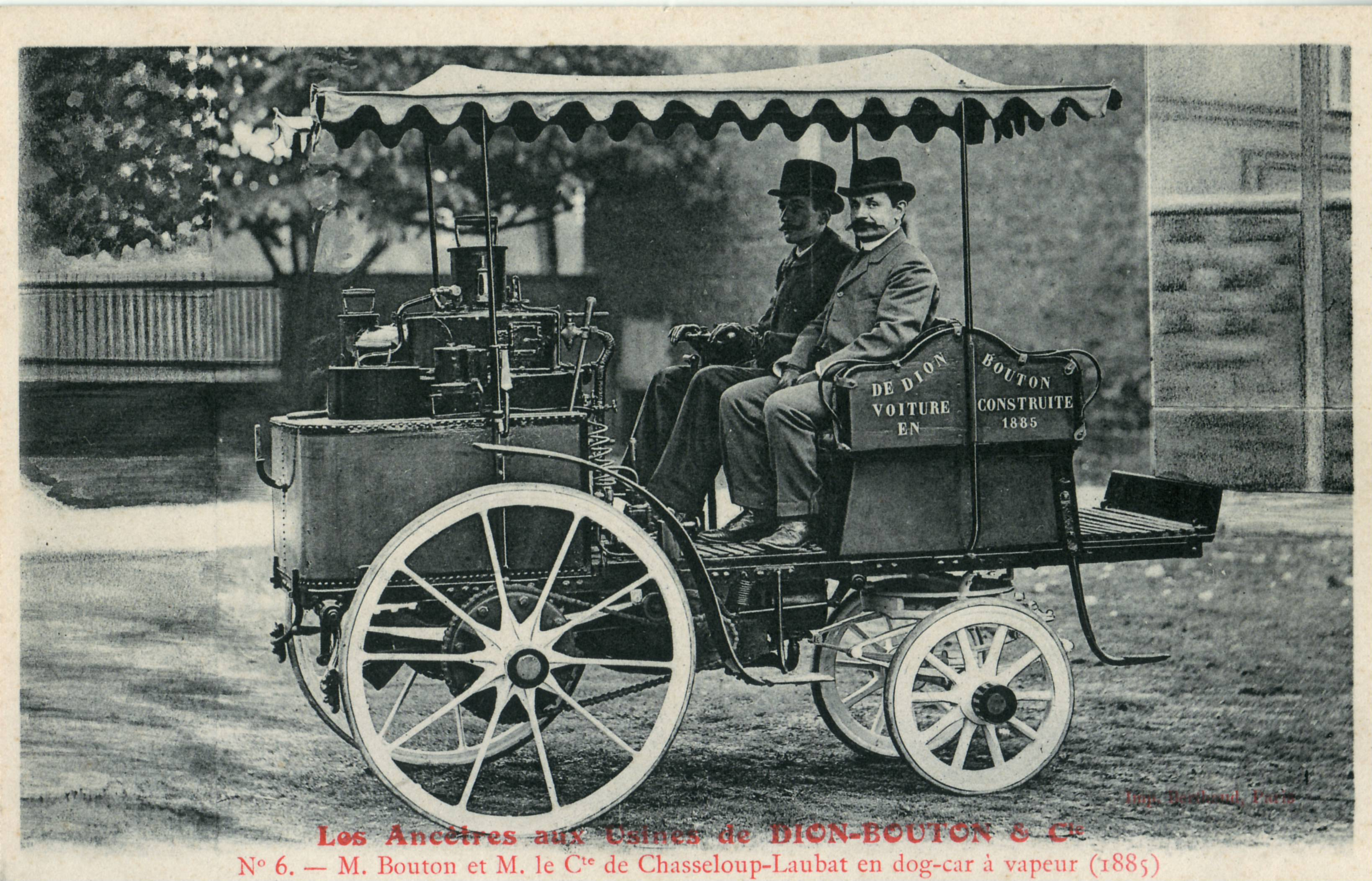
Ångvagnen "Dog-car" från 1885
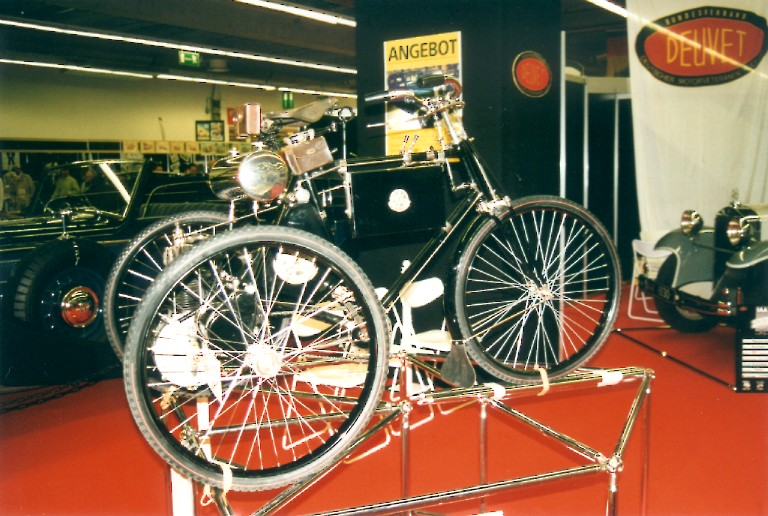
Trehjuling
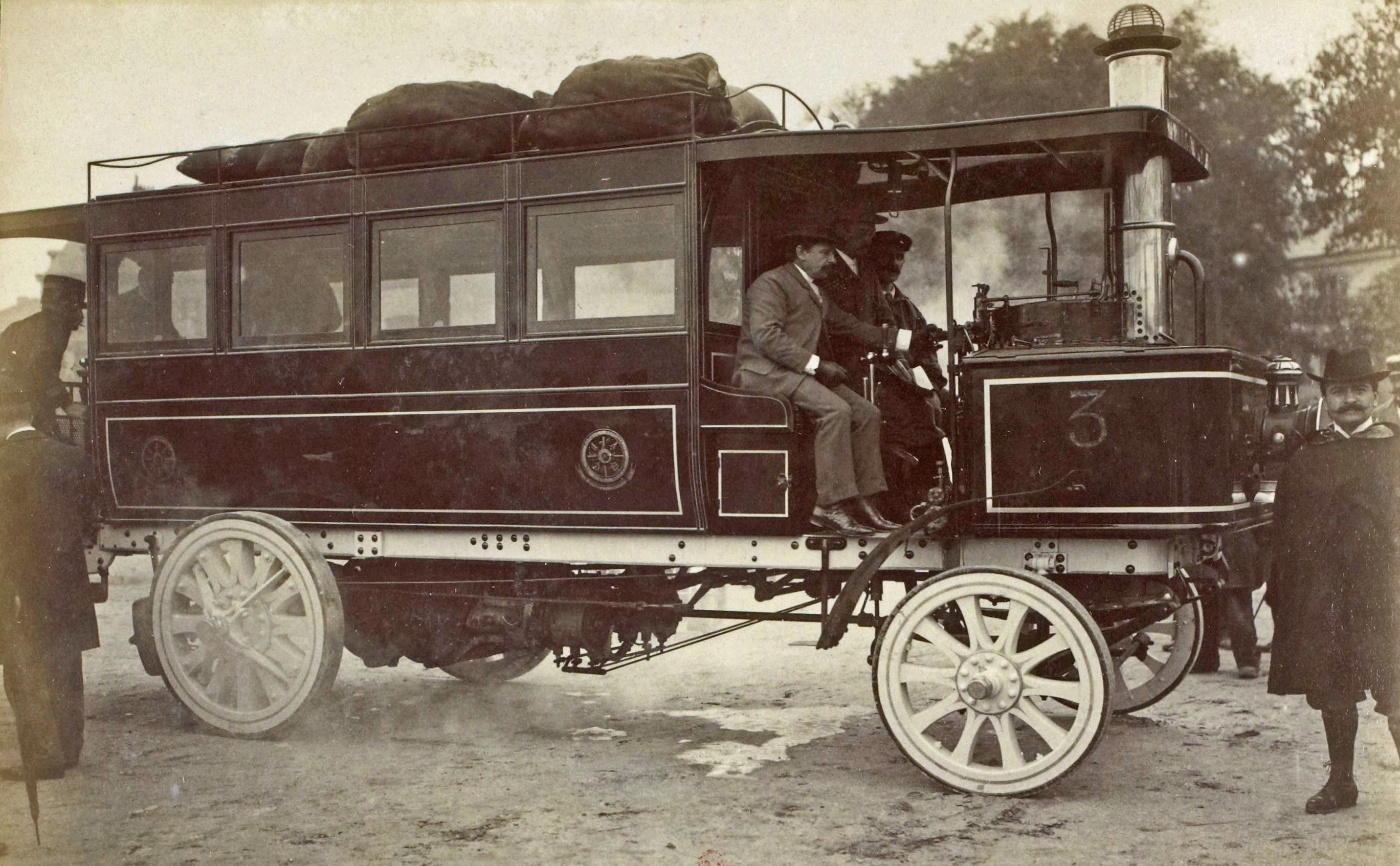
Buss från De Dion-Bouton, 1899, rattad av Georges Bouton
De Dion-Bouton de 1901
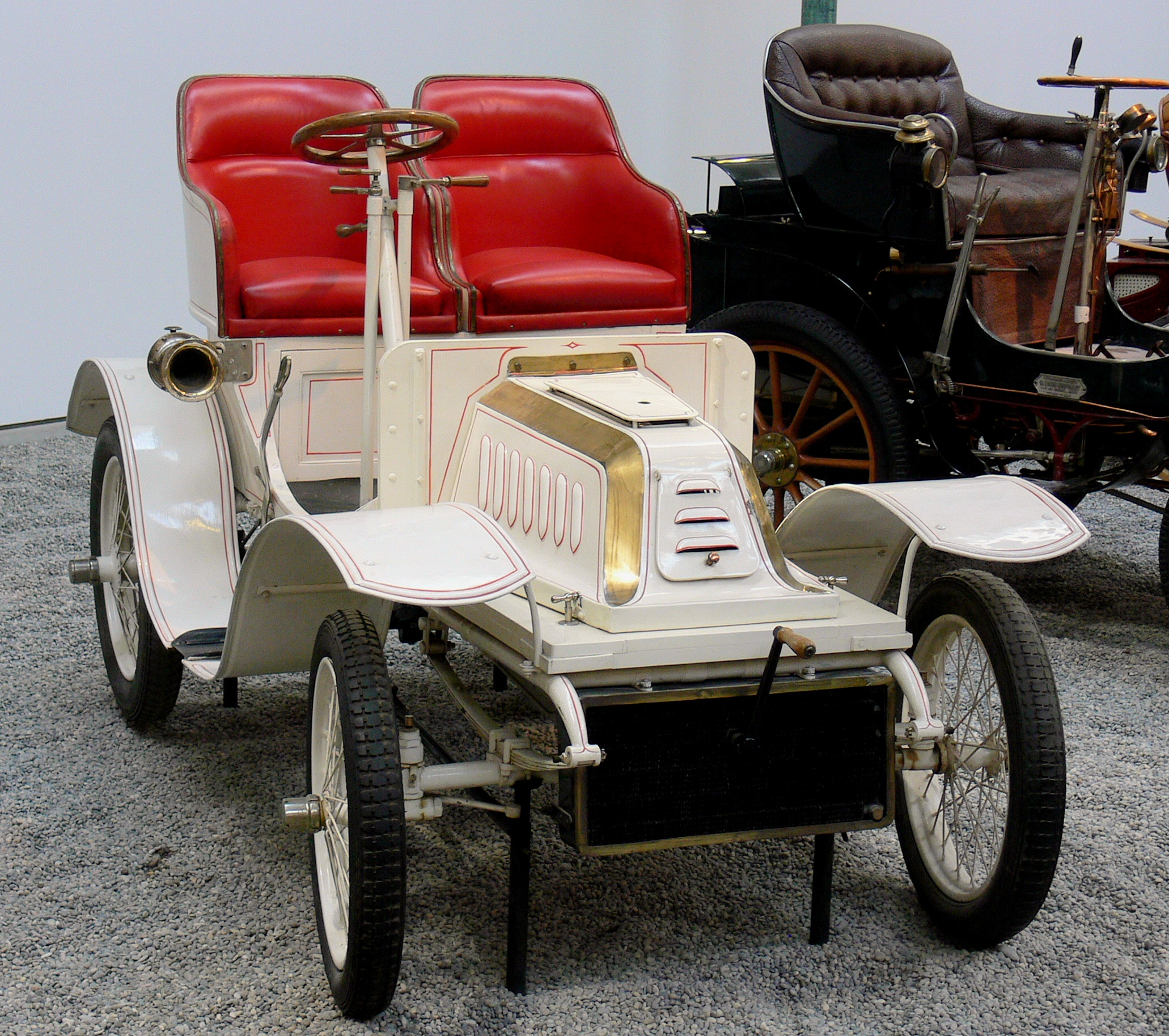
Type J från 1902
De Dion-Bouton från 1903
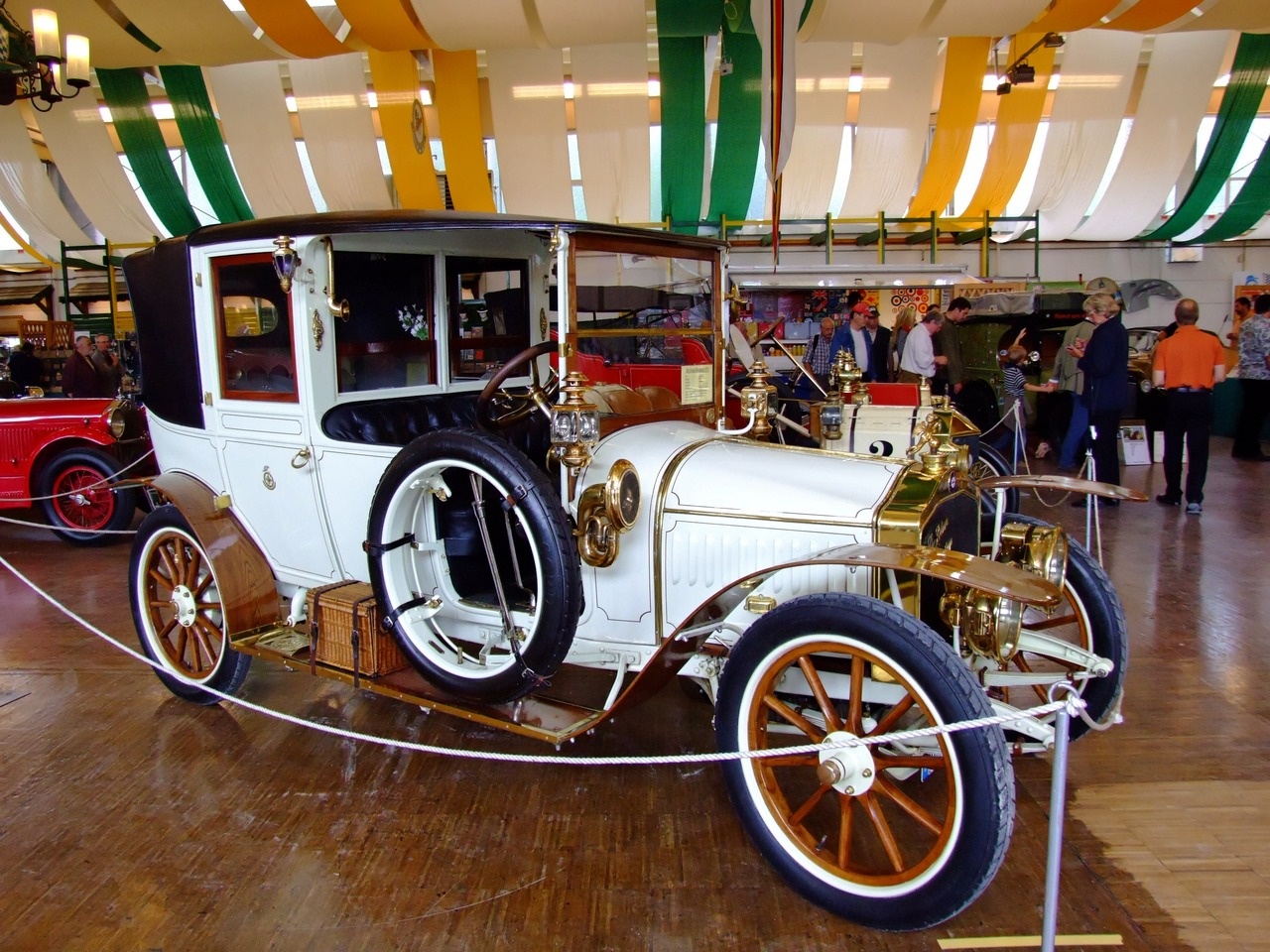
De Dion-Bouton från 1908